# Pichtchanivka
Pichtchanivka (en ukrainien : Піщанівка, en russe : Песчановка (Херсонская область)), est un village du raïon de Kherson, dans le sud de l'Ukraine.

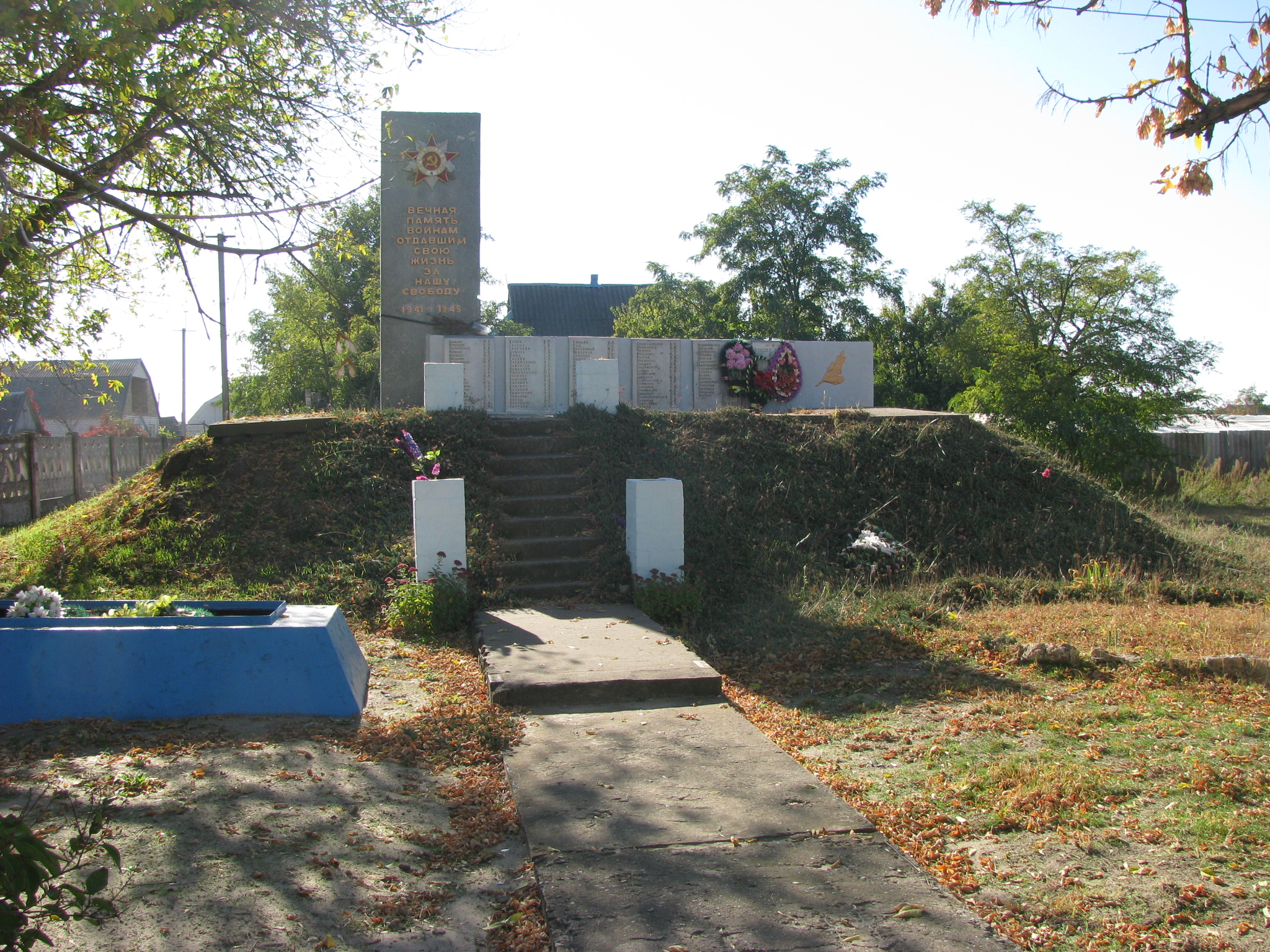
Nécropole de la Deuxième guerre mondiale classée[1].

## Histoire

### guerre russo-ukrainienne
Dans le cadre de la guerre russo-ukrainienne, en octobre 2023, lors de sa contre-offensive, l'armée ukrainienne (35e brigade d'infanterie navale et 36e brigade d'infanterie navale) tente de reprendre le village occupé par les forces russes depuis le printemps 2022.